# Phycis chesteri
Phycis chesteri är en fiskart som beskrevs av Goode och Bean, 1878. Phycis chesteri ingår i släktet Phycis och familjen fjällbrosmefiskar. Inga underarter finns listade i Catalogue of Life.